# 沙莱兹
沙莱兹（法語：Chalèze，法語發音：[ʃalɛz]）是法国杜省的一个市镇，位于该省中西部，贝桑松市区以东，属于贝桑松区。

## 地理
沙莱兹（47°16'1"N, 6°5'19"E）面积5.68 平方千米，位于法国勃艮第-弗朗什-孔泰大區杜省，该省份为法国东部内陆省份，北起上索恩省，西接汝拉省，东部及东南部与瑞士接壤，东北部与贝尔福地区省接壤。
与沙莱兹接壤的市镇（或旧市镇、城区）包括：蒂斯、蒙福孔、罗什莱博普雷、韦尔。

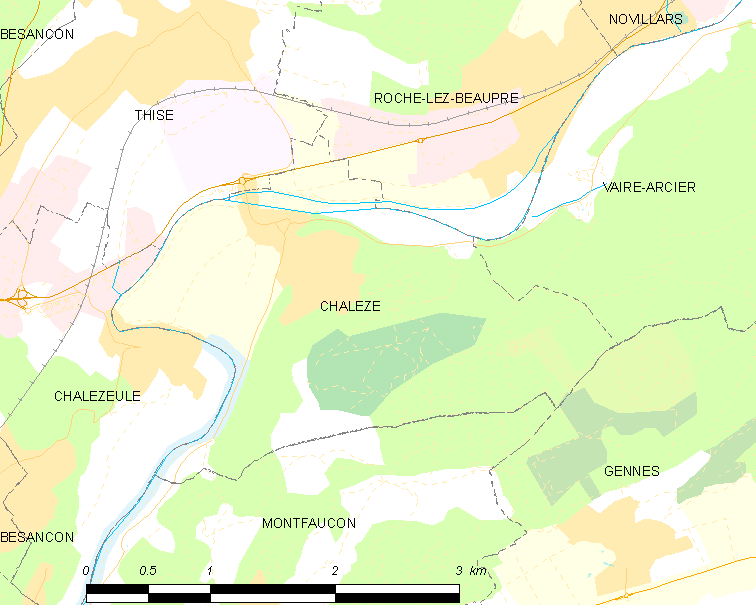
沙莱兹的OSM定位图

沙莱兹的时区为UTC+01:00、UTC+02:00（夏令时）。

## 行政
沙莱兹的邮政编码为25220，INSEE市镇编码为25111。

## 政治
沙莱兹所属的省级选区为贝桑松第四县。

## 人口

1962-2008年间沙莱兹人口变化图示

沙莱兹于2022年1月1日时的人口数量为375人。